# 1758 en littérature
| Années de la littérature : 1755 - 1756 - 1757 - 1758 - 1759 - 1760 - 1761    |
| Décennies de la littérature : 1720 - 1730 - 1740 - 1750 - 1760 - 1770 - 1780 |

Cet article présente les faits marquants de l'année 1758 en littérature.

## Événements
- Janvier : D’Alembert se retire de la rédaction de l’Encyclopédie en raison de l’ingérence du gouvernement dans la publication de l’ouvrage[1].

- 1er février : fondation du Diario noticioso, curioso, erudito y comercial, político y económico (qui deviendra Diario de Madrid en 1788), premier quotidien espagnol, publié jusqu'au 31 décembre 1781[2],[3].

- 10 mars : le Parlement de Paris condamne à son tour l'ouvrage Medulla Theologiae moralis du jésuite allemand Hermann Busenbaum à être brûlé par la main du bourreau[4].

- 15 avril  : début de la publication d’une série d’essais de Samuel Johnson, The Idler  (« Le Paresseux ») dans l’hebdomadaire londonien Universal Chronicle (fin le 5 avril 1760)[5].
- 27 avril  : le roi Louis XV accorde à Jean-François Marmontel le brevet du Mercure de France dont il prend la direction en août jusqu’en 1767[6].

- 10 août : un arrêt du Conseil du roi révoque le privilège et ordonne la suppression de l’essai d’Helvétius, De l’esprit ; le 22 novembre, c'est l’archevêque de Paris Christophe de Beaumont qui signe un mandement contre l’ouvrage. Le 23 janvier 1759 un arrêt du Parlement, puis le 31 janvier un bref du pape Clément XIII condamnent le livre, qui est brûlé publiquement à Paris le 10 février 1759. Le 11 mai 1759 la faculté de théologie de la Sorbonne le censure pour outrage aux bonnes mœurs[7],[8].

## Parutions
- 27 juillet : Helvétius, De l’esprit, Paris, Laurent Durand, 1758 (présentation en ligne).
- Octobre : Jean-Jacques Rousseau, Lettre à d’Alembert sur les spectacles, Amsterdam, Chez Marc-Michel Rey, 1758 (présentation en ligne). La préface est datée du 20 mars.

- Jean-Jacques Rousseau, Discours sur l'économie politique, Genève, Emanuel Du Villard, Fils, 1758 (présentation en ligne).
- Odet-Joseph de Giry, Catéchisme et décisions de cas de conscience à l'usage des Cacouacs : avec un discours du patriarche des cacouacs, pour la réception d’un nouveau disciple, Cacopolis, 1758 (présentation en ligne).
- Antoine-Simon Le Page du Pratz, Histoire de la Louisiane, vol. 1, Paris, De Bure l'aîné, Vve Delaguette, Lambert, 1758 (présentation en ligne), en trois volumes 2 et 3.
- Antoine-Joseph Pernety, Les Fables égyptiennes et grecques : dévoilées et réduites au même principe, avec une explication des hiéroglyphes et de la guerre de Troye, vol. 1, Paris, Bauche, 1758 (présentation en ligne), en deux volumes.
- Antoine-Joseph Pernety, Dictionnaire mytho-hermétique : dans lequel on trouve les allégories fabuleuses des poètes, les métaphores, les énigmes et les termes barbares des philosophes hermétiques expliqués, vol. 2, Paris, Bauche, 1758 (présentation en ligne).

- Salomon Gessner, Der Tod Abels, Zürich, 1758 (présentation en ligne) (« La Mort d’Abel »), poème traduit en français en 1760.

## Naissances
- 9 juin : Louise-Alexandrine de Guibert, femme de lettres française, morte en 1826.
- 11 septembre : Pierre Joseph Alexis Roussel, écrivain français († 10 juin 1515).